# Maurice Hamers
Maurice Hamers (* 1962 in Valkenburg aan de Geul) ist ein niederländischer Dirigent, Trompeter, Komponist und Professor für Blasorchesterleitung am Leopold-Mozart-Zentrum in Augsburg.

## Leben
Maurice Hamers studierte Trompete und Dirigieren am Conservatorium Maastricht bei Sef Pijpers. Im Alter von 19 Jahren leitete er das Fanfareorchester in Urmond und gewann zwei nationale Musikwettbewerbe. Im Jahr 1993 führte er das Fanfarenorchester St. Martinus Urmond zum Sieg in der Höchstklasse eines nationalen Wettbewerbes. Den gleichen Titel gewann er im darauffolgenden Jahr mit dem sinfonischen Blasorchester St. Caeciliia Simpelveld. Mit der Brass Band Limburg gewann er den Wettbewerb 1991 und 1993. Beim Dirigentenwettbewerb des WMC Kerkrade 1989 gewann er den silbernen Taktstock.
Von 1995 bis 2000 war er Dirigent der königlichen Marinierskapel in Rotterdam (NL). Zurzeit ist er Professor für Blasorchesterleitung am Institut für Blasinstrumente, Schlagwerk und Blasorchesterleitung des Leopold-Mozart-Zentrums der Universität Augsburg.
Für sein Wirken wurde er 2021 mit der 7-Schwaben Medaille des Bezirks Schwaben ausgezeichnet. In der Laudatio sagte Bezirkstagspräsident Martin Sailer: „Es ist beachtlich, wie Sie die sinfonische Blasmusik bekannt gemacht und weiterentwickelt haben. Durch Ihre Arbeit haben Sie die Blasmusiklandschaft in Schwaben, in ganz Deutschland und auch international bereichert“.

## Werke
- Chameleon (für Solo Eb-Tuba und Brass Band)
- New Life (für Fanfareorchester)
- Apparition (für Fanfareorchester)
- Babylon (für Fanfareorchester)
- The Sky is the Limit (für Fanfareorchester)
- El Conquistador (für Solo Bariton und Harmonieorchester)
- Chakra (für Harmonieorchester, uraufgeführt vom Sinfonischen Blasorchester Vorarlberg unter der Leitung von Thomas Ludescher beim WMC Kerkrade 2005).
- Die Alpen (Brass Band)
- Watermann (für Fanfareorchester)

## Diskografie
- Turn of the Century, in 100% Marinierskapel, Naval Records